# Kolkonjärvi (sjö i Lappland)
Kolkonjärvi är en sjö i Finland. Den ligger i kommunen Posio i landskapet Lappland, i den norra delen av landet, 700 km norr om huvudstaden Helsingfors. Kolkonjärvi ligger 231,3 meter över havet. Arean är 86,8 hektar och strandlinjen är 6,13 kilometer lång. Sjön  ingår i Ijo älvs huvudavrinningsområde. 